# На вечери код
На вечери код је хуманитарна ТВ емисија која се приказује на РТС 1, и у којој се дванесторо јавних личности такмиче спремајући вечеру својим гостима, приказујући себе у најбољем светлу као кулинаре, гурмане и  као домаћине. Такмичари су подељени у две групе Бибер и Со, а група са највећим бројем поена на крају сезоне донира одређену суму новца (милион динара) изабраној установи којој је помоћ потребна. Тренутно се емитује десета сезона серијала. Прва сезона емитована је 2020. године, а први домаћин био је певач Ненад Кнежевић Кнез.

## Списак такмичара
Прва сезона
- Ненад Кнежевић Кнез и Ксенија Кнежевић
- Изворинка Милошевић
- Марко Кон
- Цакана
- Гоца Лазаревић
- Бојан Маровић
- Јелена Живановић
- Бојана Ординачев
- Бранислав Томашевић
- Сузана Манчић
- Бојана Стаменов
- Владимир Ковачевић

2. сезона
- Иван Михаиловић
- Тијана Дапчевић
- Александра Бурсаћ
- Игор Лазић
- Ана Станић
- Борис Пинговић
- Бојан Васковић
- Зорана Павић
- Милан Громилић
- Сања Вучић
- Ивана Петерс
- Вељко Кузманчевић

3. сезона
- Јелена Јовичић
- Жељко Шашић
- Франо Ласић
- Зое Кида
- Слободан Шаренац
- Зијо Валентино
- Ванеса Шокчић
- Милан Калинић
- Неда Украден
- Милена Плавшић
- Звонко Марковић
- Ива Штрљић

4.сезона
- Фрајле
- Горан Глухаковић
- Дејан Милићевић
- Милена Вучић
- Саша Јоксимовић
- Тања Бањанин
- Зорица Брунцлик
- Душан Свилар
- Марија Поповић
- Срна Ланго
- Борис Режак
- Срђан Ивановић

5. сезона
- Јоца Ајкула (певач музичке групе Гифт )
- Јелена Ђукић
- Гоца Тржан
- Дејан Драгићевић
- Никола Зекић
- Милица Гацин
- Ђорђе Стојковић
- Гоца Божиновска
- Лидија Пирошки
- Немања Стевановић
- Данијела Врањеш
- Дејан Најдановић Најда

6. сезона
- Јаков Јевтовић
- Тања Петровић
- Тијана Богићевић
- Александар Човић
- Чеда Марковић
- Даница Крстић
- Бранка Соврлић
- Слађа Делибашић
- Бата Спасојевић
- Драган Којић Кеба
- Сашка Јанковић
- Љуба Булајић

7. сезона
- Биг Лале
- Мина Костић
- Мари Мари
- Милош Радовановић
- Сузана Петричевић
- Немања Николић
- Маја Манџука
- Зејна
- Ненад Хераковић
- Нада Павловић
- Радиша Урошевић
- Славен Дошло

8. сезона
- Ана Бебић
- Иван Заблаћански
- Љубинка Кларић
- Данијела Веселиновић
- Ненад Златановић
- Ренато Хенц
- Нада Мацанковић
- Жарко Степанов
- Марина Тадић
- Христина Поповић
- Принц од Врање
- Ивана Николић

9. сезона
- Стефан Поповић
- Јована Типшин
- Милица Церовић
- Хусеин Алијевић
- Милан Спасић
- Исидора Грађанин
- Зинаида Дедакин
- Стефан Радоњић
- Стефан Петрушић
- Тијана Јевтић
- Миона Марковић
- Жарко Стевановић

10.сезона
- Милан Поповић
- Ана Миленковић
- Александар Меда Јовановић
- Душан Куртић
- Елизабета Ђоревска